# آنژیوکت

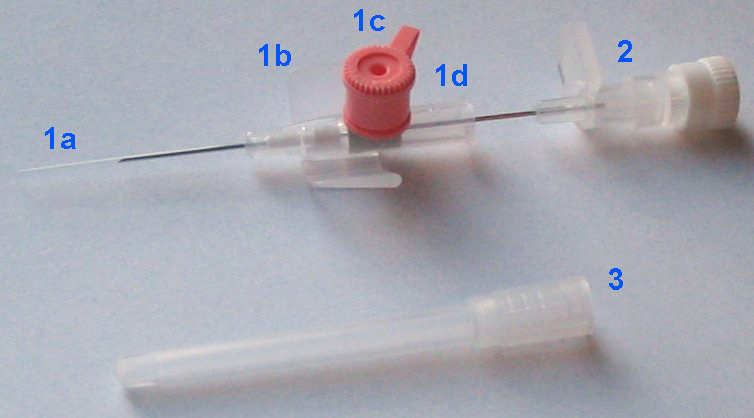
آنژیوکت استاندارد.
۱. یک کاتتر که از اجزای ززیر تشکیل شده‌است:
a- بخش آلمینسومی که در داخل ورید قرار می‌گیرد.
b- بال آنژیوکات که برای گرفتن در دست و فیکس کردن نیدل کاملا بر روی دست استفاده می‌شود.
c- دریچه تریق آنژیوکت (تزریق دارو از طریق سرنگ)
d- محل اتصال ست سرم یا لاین تزریق
1. سوزن آنژیوکت
2. محافظ سوزن آنژیوکت

آنژیوکت (به انگلیسی: Angiocath) یا قسطره ورید محیطی (به انگلیسی: peripheral venous catheter) یک کاتتر کوچک و قابل انعطاف است که در داخل عروق محیطی بیمار جهت تزریق وریدی و مایع درمانی قرار داده می‌شود. پس از قرار دادن آنژیوکت نیز می‌توان برای گرفتن خون از آن استفاده کرد.
آنژیوکت به وسیله ملسکلان که دارد وارد ورید بیمار می‌شود، زمانی که کاتتر در ورید بیمار قرار گرفت سوزن یا همان نیدل از آنژیوکت خارج می‌شود و کاتتر در رگ بیمار باقی می‌ماند سپس با استفاده از یک چسب ضد حساسیت روی پوست بیمار محکم می‌شود.
آنژیوکت‌های جدید به شکلی ساخته شده‌اند که از نیدل‌استیک جلوگیری می‌کنند. در سال ۱۹۵۰ جنس این کاتترها از پلی وینیل کلراید بود.
از آنژیوکت‌ها بیشتر برای دسترسی عروقی استفاده می‌شود. از این وسیله برای بیماران قبل از جراحی یا در اتاق‌های اورژانس استفاده می‌شود، همچنین در بعضی موارد رادیوگرافی که از ماده حاجب استفاده می‌شود آنژیوکت برای بیمار تعبیه می‌شود. به عنوان مثال در ایالات متحده آمریکا سالانه ۲۵ میلیون آنژیوکت برای بیماران استفاده می‌شود.
آنژیوکت معمولاً بر روی وریدهای دست یا بازو بیمار قرار داده می‌شود، آنژیوکت با کاتتر سیاهرگ مرکزی متفاوت است زیرا کاتتر سیاهرگ مرکزی در ورید مرکزی (معمولاً سیاهرگ ژوگولار داخلی بر روی گردن یا سیاهرگ زیرترقوه‌ای در بالای قفسه سینه) تعبیه می‌شود اما آنژیوکت در وریدهای محیطی یا جهت دسترسی شریانی بر روی شریان محیطی بیمار قرار داده می‌شود.
در مواردی ممکن است ورود آنژیوکت باعث از هوش رفتن بیمار شود
برای کودکان با استفاده از ژل بی‌حس‌کننده موضعی (مانند لیدوکائین) پوستِ ناحیه‌ای که قرار است آنژیوکت در آن قرار داده شود را بی‌حس کرده سپس آنژیوکت را قرار می‌دهند.گاهی برای پیرسینگ زدن هم نیز استفاده می شود.

## عوارض
قرار دادن آنژیوکت در ورید دردناک است که می‌تواند موجب اضطراب و استرس شود. استفاده از بی‌حس‌کننده موضعی قبل از تعبیه آنژیوکت موجب کاسته شدن در بیمار می‌شود. عفونت، فلبیت، پاره شدن قسمتی از رگ و نشت دارو یا سرم، آمبولی هوا یا خونریزی که می‌تواند موجب هماتوم شود جزئی از عوارض آنژیوکت هستند.
به دلیل ریسک عفونت در محل آنژیوکت، مرکز کنترل و پیشگیری بیماری آمریکا توصیه می‌کند که کاتتر هر ۹۶ ساعت تعویض شود. اگرچه کاتتر وضعیت خوبی داشته باشد نباید مدت بیشتری از آنچه لازم است در رگ باشد. نیاز به تعویض کاتتر به صورت روتین مورد بحث و اختلاف است. مدیریت کردن درست آنژیوکت می‌تواند موجب کاسته شدن از بروز عوارض ناخواسته شود.

## انواع
| رنگ و سایز آنژیوکت | رنگ و سایز آنژیوکت | رنگ و سایز آنژیوکت | رنگ و سایز آنژیوکت | رنگ و سایز آنژیوکت | رنگ و سایز آنژیوکت | رنگ و سایز آنژیوکت | رنگ و سایز آنژیوکت |
| ------------------ | ------------------ | ------------------ | ------------------ | ------------------ | ------------------ | ------------------ | ------------------ |
| سایز بر اساس معیار | ۲۴                 | ۲۲                 | ۲۰                 | ۱۸                 | ۱۷                 | ۱۶                 | ۱۴                 |
| رنگ                | زرد                | آبی                | صورتی              | سبز سبز/سفید       | سفید               | خاکستری            | نارنجی             |
| قطر خارجی (mm)     | ۰٬۷                | ۰٬۹                | ۱٬۱                | ۱٬۳                | ۱٬۵                | ۱٬۷                | ۲٬۲                |
| قطر داخلی (mm)     | ۰٬۴                | ۰٬۶                | ۰٬۸                | ۱٬۰                | ۱٬۱                | ۱٬۳                | ۱٬۷                |
| جریان (ml/min)     | ۱۳                 | ۳۶                 | ۶۱                 | ۱۰۳/۹۶             | ۱۲۸                | ۱۹۶                | ۳۴۳                |
| جریان (l/h)        | ۰٬۷۸               | ۲٬۱۶               | ۳٬۶۶               | ۶٬۱۸/۵٬۷۶          | ۱۰٬۶۸              | ۱۱٬۷۶              | ۲۰٬۵۸              |
| طول (mm)           | ۱۹                 | ۲۵                 | ۳۳                 | ۳۳/۴۵              | ۴۵                 | ۵۰                 | ۵۰                 |

## ریشه کلمه
کلمه آنژیوکت ترکیب دو واژه آنژیو که به یونانی باستان به معنای رگ بوده و کت به معنی چیدن(به انگلیسی: Clipping) است که ابتدا نام تجاری محصولی به نام آنژیوکت(به انگلیسی: angiocath) در سال ۱۹۶۴ میلادی، بود که با محصولات کنونی از نظر امکانات ایمنی بسیار متفاوت است .

## تصاویر بیشتر

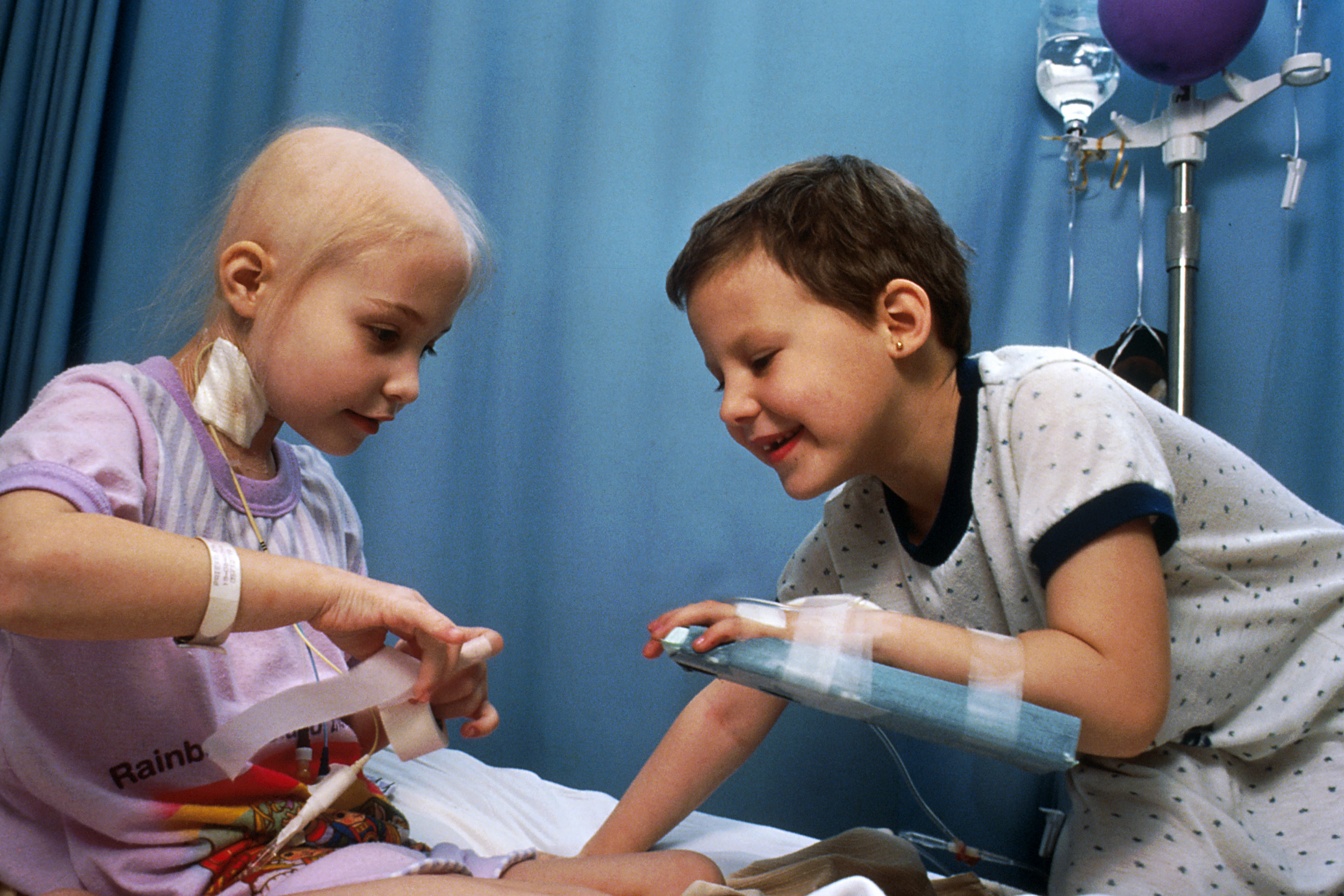
یک تخته بازو برای بی حرکت کردن اندام برای کانوسیون دست ، پا یا antecubital fossa در کودکان توصیه می شود.
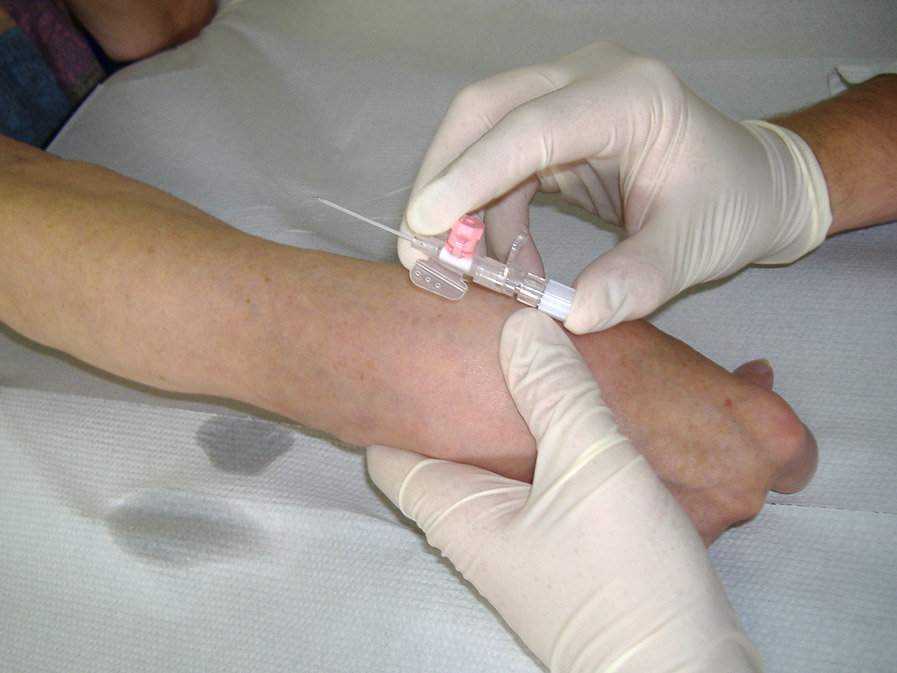
درست قبل از تزریق.
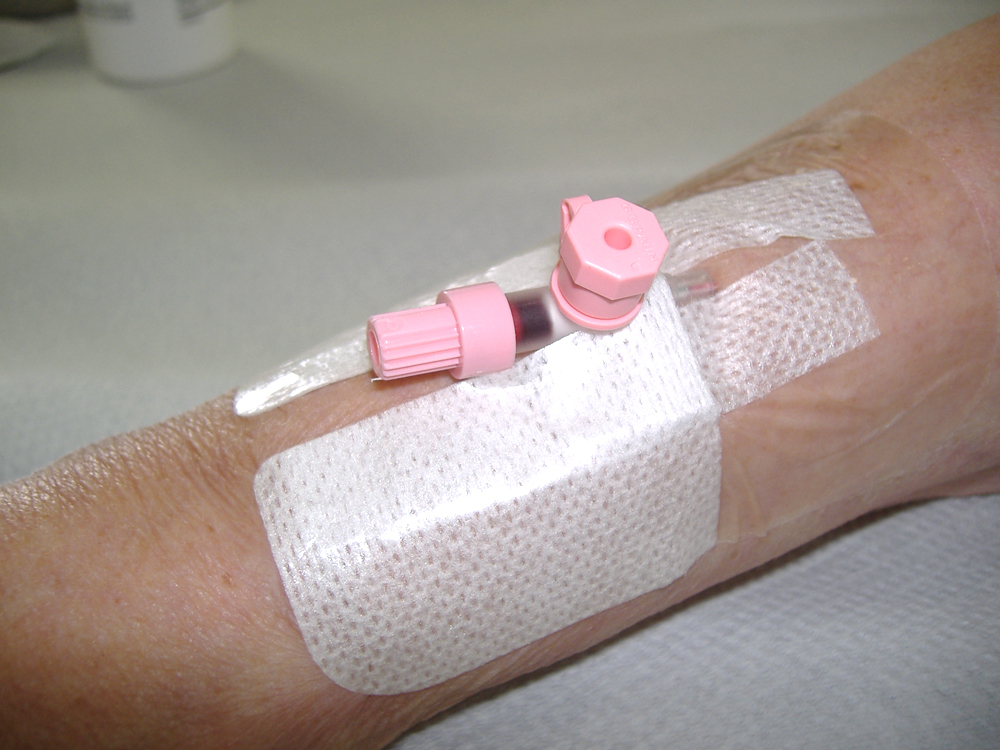
کاتتر در بین کاربردها.
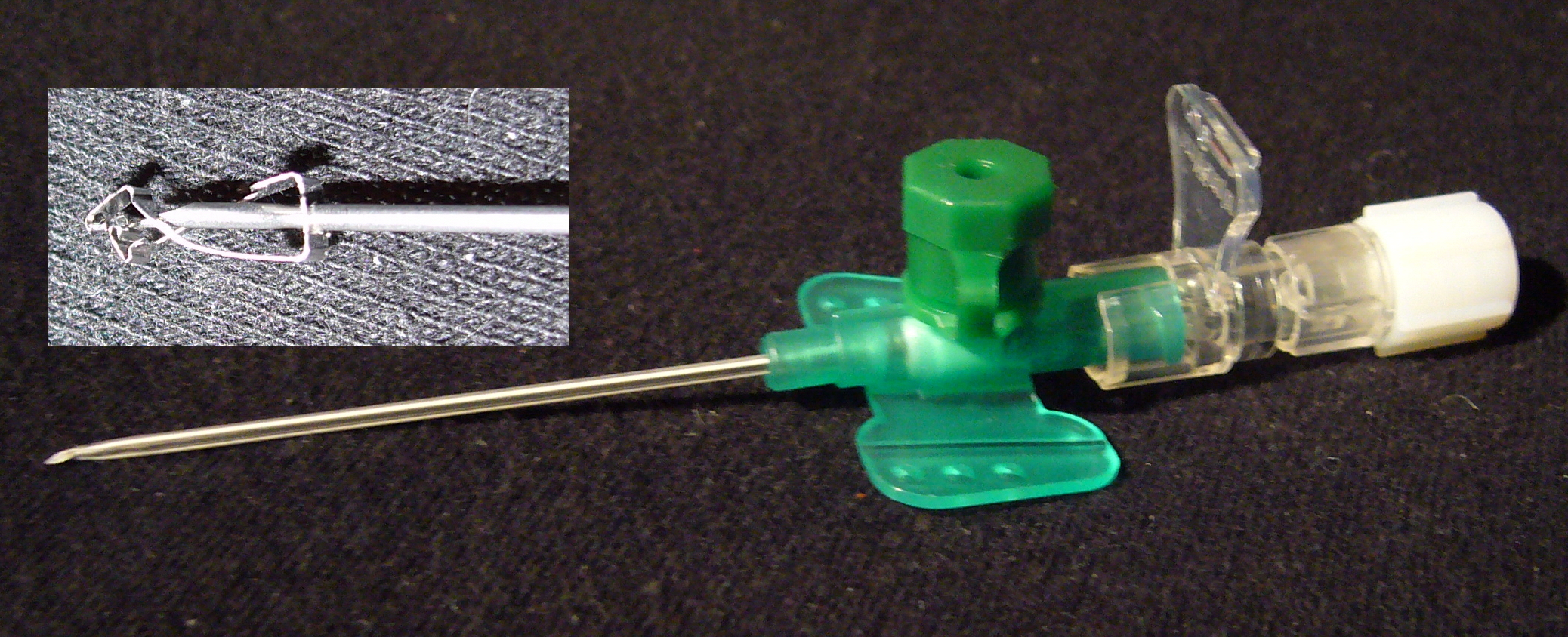
کاتتر جدیدتر با ویژگی های ایمنی اضافی.